# Homerova zelená medicínka
Homerova zelená medicínka (v anglickém originále Weekend at Burnsie's) je 16. díl 13. řady (celkem 285.) amerického animovaného seriálu Simpsonovi. Scénář napsal Jon Vitti a díl režíroval Michael Marcantel. V USA měl premiéru dne 7. dubna 2002 na stanici Fox Broadcasting Company a v Česku byl poprvé vysílán 11. listopadu 2003 na stanici ČT1.

## Děj
Po špatných zkušenostech s geneticky modifikovanými potravinami se Marge rozhodne pěstovat vlastní zeleninu na nově založené zahradě. Na zahradu se slétávají vrány, a tak Marge vyrobí strašáka, který ale vyplaší i Homera, jenž strašáka zničí. Vrány začnou Homera považovat za svého vůdce, všude ho následují a plní jeho příkazy. Když se však vrány pokusí odnést Maggie, Homer se obrátí proti nim a ony zaútočí na jeho oči. Je mu předepsána léčivá marihuana, aby se vypořádal s palčivou bolestí, kterou cítí. 
Homerovi se začne kouření marihuany líbit a získá nečekaný bonus, když mu jeho závratně šťastná reakce na příšerné vtipy pana Burnse zajistí povýšení. Je však zaveden zákaz léčebné marihuany, a to díky petici, kterou rozeslal Ned Flanders a jejíž změněnou verzi Homer skutečně podepsal. To už je ale Homer vyléčen a slibuje, že už marihuanu kouřit nebude. 
Pan Burns požádá Homera, aby mu pomohl s projevem na krizové schůzi akcionářů. Homer dá Smithersovi svého posledního jointa, a zatímco ho Smithers kouří, Burns se utopí ve vaně. Kvůli schůzi udělají Smithers a Homer z pana Burnse loutku a pohyb loutky způsobí, že se Burnsovo srdce znovu rozbuší. Schůzka je úspěšná a další finanční krize v elektrárně je zažehnána. Pan Burns ocení, že byl oživen, ale opakovaně dá Homerovi a Smithersovi facku za to, že zpočátku předstírali, že je mrtvý.

## Produkce
Scénář k dílu napsal Jon Vitti a režíroval jej Michael Marcantel. Poprvé byl odvysílán 7. dubna 2002 na stanici Fox ve Spojených státech. Nápad na epizodu předložil bývalý scenárista George Meyer, který chtěl natočit epizodu, v níž se Homer stane závislým na léčivé marihuaně. Výkonný producent a showrunner Al Jean usoudil, že tato premisa zní „velmi vtipně“, a pověřil Vittiho napsáním prvního návrhu dílu. Vitti psal scénář u sebe doma a neúčastnil se žádného přepisování s ostatními scenáristy štábu. „Je to zábavná parta lidí,“ uvedl v komentáři k epizodě na DVD, „rozhodně ztratíte kontakt s tím, jaké filmy máte vidět, co je dobré v televizi.“ Homerova zelená medicínka je druhou epizodou, kterou Vitti napsal a v níž postava zapomene volit při volbách, a druhou epizodou, kterou napsal a v níž Homer užívá chemikálii, kvůli které ho Burns povýší a dostane se do konfliktu se Smithersem. „V tuto chvíli nemůžete nic udělat poprvé,“ zavtipkoval Vitti. Producent a bývalý showrunner Mike Reiss prohlásil, že si práci na dílu velmi užíval. „Musím říct, že tohle byla největší zábava, jakou jsem kdy při práci na epizodě zažil. Všichni kromě mě měli k vyprávění historky. Než by došlo k nějakému přepisování, byly by to asi čtyři hodiny vzpomínání,“ řekl v komentáři k epizodě na DVD.
Protože se v dílu výrazně objevuje užívání léčebné marihuany, měla z toho společnost Fox „neuvěřitelné obavy“ a velmi váhala s odvysíláním dílu. Nesouhlasila zejména se scénou, v níž Homer poprvé kouří marihuanu, protože nechtěla poučovat děti, jak mají kouřit. Štáb o scéně dlouho diskutoval s televizí, až došli ke kompromisu. Těsně předtím, než se joint dotkne Homerových rtů, se scéna střihne na psychedelickou sekvenci, která se vyjeví ze špičky jointu. Navzdory jejich obavám se Jean vyjádřil, že televize dala štábu „docela velkou“ tvůrčí svobodu při tvorbě epizody. „Stanice samozřejmě nechtěla, abychom glorifikovali příležitostné užívání marihuany,“ řekl v rozhovoru pro hudební časopis Relix. „Jako obvykle se na všechno díváme ze dvou stran a má to být promyšlený pohled na vážnou věc,“ dodal. Navzdory úpravě scény se stanice i členové štábu seriálu stále obávali, jak bude epizoda přijata. „Týdny před odvysíláním jsme si říkali: ‚Tohle všechno opravdu zabije…‘,“ uvedl Jean v komentáři k dílu na DVD.
Poté, co Homera napadnou vrány, je vidět, jak ho ošetřuje doktor Dlaha ve Springfieldské všeobecné nemocnici. Zatímco na něm nejsou vidět žádné jizvy, postava má místo toho mírně zkadeřené vlasy. Během barevné projekce této scény vypadalo Homerovo tělo „příliš krvavě“ a poškozeně, což přimělo štáb k jeho změně. „Jednu věc jsem se naučil už dávno: Musíte si dávat pozor, jak měníte základní model (postav)," uvedl Jean v komentáři k dílu a dodal, že ho těší, že mnoho diváků se s postavami ztotožňuje a nechce je vidět jakkoli zraněné nebo poraněné. „Nevadí jim, když (Homer) spadne ze skály, ale (…) měl by se zotavit.“ Při práci na epizodě štáb seriálu debatoval o tom, jak velké mají být Homerovy zorničky, když je pod vlivem marihuany. Protože běžným účinkem kouření marihuany jsou rozšířené zornice, animátoři původně navrhovali, aby se Homerovi rozšířily, ale nakonec se rozhodli jen pro jejich mírné rozšíření.
V dílu vystupují členové americké rockové skupiny Phish – Trey Anastasio, Page McConnell, Mike Gordon a Jon Fishman – jako oni sami. V době natáčení epizody byla kapela Phish uprostřed dvouleté přestávky v koncertování a nahrávání, ale její členové souhlasili, že pro pořad společně nahrají dialog. Nápad zapojit kapelu do dílu vznikl během její produkce. „Phish hraje na shromáždění. Říkali jsme si, že by to byla perfektní skupina, kterou bychom mohli použít pro zápletku.“ Meyer, který navrhl premisu epizody, byl fanouškem kapely, ale Jean o ní předtím, než se objevila v dílu, moc nevěděl: „Nikdy jsem neviděl žádný jejich koncert.“ Poprvé se o kapele dozvěděl poté, co si o ní přečetl článek v Entertainment Weekly. Během práce na epizodě se však Jean se členy kapely seznámil blíže. „Byli milí. Jon Fishman mi řekl, že se s kapelou čas od času bavili o tom, že kdyby někdy hráli v Simpsonových, jak by to vypadalo. Řekl jsem: ‚No, a jak blízko to bylo?‘ Odpověděl: ‚Docela blízko tomu, co jsme očekávali.‘ (smích) To mě potěšilo.“. Kapela během svého vystoupení v epizodě hraje svou píseň „Run Like an Antelope“. Během jejich scény je vidět, jak Anastasio hraje na kytaru několik taktů znělky Simpsonových, což často dělal během koncertů kapely v polovině 90. let jako součást série signálů „tajného jazyka“, který naučili své fanoušky.
Podle Petera Shapira z Relixu někteří fanoušci Phish diskutovali o tom, zda před tímto dílem existovaly nějaké odkazy na kapelu. Zatímco v epizodě 12. série Líza na větvi byla kapela zmíněna jménem, před Homerovou zelenou medicínkou nedošlo k žádnému vědomému pokusu o odkaz na kapelu. Někteří fanoušci Phish tvrdili, že scéna v epizodě 11. série Bart v sedle, která ukazuje Duncana, potápějícího se koně, visícího na kladkostroji, je „zjevným“ odkazem na obal sedmého studiového alba skupiny Hoist. „Byla to naprostá náhoda,“ uvedl Jean, „připomíná mi to celé spojení Čaroděj ze země Oz a Pink Floyd (The Dark Side of the Moon).
Díl je jednou z několika epizod seriálu, jejichž vysílání bylo ve Spojeném království omezeno na období po uvedení do kin kvůli užívání drog a narážkám na ně. Díl byl také v Austrálii ohodnocen ratingem M, čímž se stal druhým dílem po Rozených líbacích s tímto ratingem.

## Témata a kulturní odkazy
Dne 17. května 2002 zanalyzovali Robert S. Stephens a Roger A. Roffman z deníku The Seattle Times díl ve svém sloupku. Oba tvrdili, že drogy jsou téměř vždy zobrazovány pouze jako ty, které mají negativní účinky, přestože ve Spojených státech užívá marihuanu pro rekreační účely 10 milionů lidí. „Domníváme se, že existují dobré důvody pro upřímnější dialog o pozitivních a negativních účincích užívání marihuany. Nedávný díl populárního televizního seriálu Simpsonovi zdůraznil klady a zápory užívání marihuany a zkušenosti Homera Simpsona s marihuanou jsou příkladem toho, co máme na mysli.“ Například pod vlivem marihuany se Homerovi uleví od bolesti v oku a také se u něj objevují různé smyslové zážitky a zvýšený cit pro hudbu a jídlo. „To jsou skutečné účinky, které uvádí mnoho uživatelů marihuany, a těžko bychom je mohli nazvat jinak než přínosy,“ napsali Stephens a Roffman. Homer je však také zobrazen, jak tráví více času s jinými uživateli drog než se svou rodinou, a jeho přátelé zjišťují, že se změnila jeho osobnost. Nakonec je ukázáno, že Homer má problémy s pamětí a pozorností a ztrácí přehled o datu, kdy se koná promarihuanové shromáždění. Stephens a Roffman napsali, že vedlejší účinky zobrazené v dílu jsou „možná trochu přehnané, ale je zřejmé, že existují podobné náklady užívání marihuany, jaké zažívají její skuteční uživatelé“.
Jean prohlásil, že „neví dost“ na to, aby mohl říct, zda schvaluje legislativu týkající se léčebné marihuany, ale nikdo ze scenáristů Simpsonových tuto drogu neužívá: „Je to jeden z nejstřízlivějších scenáristických štábů, s jakým jsem se kdy setkal,“ řekl v komentáři k dílu na DVD scenárista Max Pross. Na otázku, jaký postoj epizoda zaujímá k legislativě týkající se léčebné marihuany, Jean odpověděl, že štáb seriálu chtěl spíše prozkoumat obě strany problému, než aby vydal absolutní prohlášení. Dodal, že díl je spíše kritikou legislativy, která je ihned po uzákonění kriminalizována. „Postoj je takový, že mi připadá směšné něco legalizovat a pak to kriminalizovat, což jsem viděl v různých státech,“ řekl Jean. „Je prostě divné odebrat lidem nějaké právo nebo jim poskytnout svobodu a pak se jí vzdát. Řekl bych, že to je nejsilnější výpověď (této epizody),“ dodal. Díl také kritizuje používání geneticky modifikovaných potravin. Na začátku epizody Marge oznámí, že rodinná večeře obsahuje geneticky modifikovanou zeleninu, na což Líza odpoví: „Americké korporace by si měly přestat hrát na bohy s přírodou.“. Poté si všimne, že její brambora začala jíst mrkev. Přestože díl zobrazuje genetické modifikace v negativním světle, nikdo ze scenáristů Simpsonových ve skutečnosti nebyl proti této technice. Po napsání scény se Reiss zeptal všech scenáristů, zda jsou proti genetickým modifikacím potravin, a nikdo z nich nebyl. „Velmi často v seriálu zaujímáme taková stanoviska, kterým vůbec nevěříme,“ vysvětlil Reiss v komentáři na DVD. Scéna byla původně třikrát delší a vznikla během přepisování se štábními scenáristy.
Anglický název epizody je odkazem na komediální film Víkend u Bernieho z roku 1989, v němž se dva mladí manažeři pojišťovny snaží přesvědčit lidi, že jejich zesnulý šéf žije. Poslední část dílu, v němž Homer a Smithers věří, že Burnse zabili, vychází ze zápletky filmu. Homer si pod vlivem marihuany oholí vousy, čímž mu z obličeje vytryskne krev. Homerovi se krev jeví jako psychedelická duha a píseň, která během scény hraje, je „Wear Your Love Like Heaven“ od skotského zpěváka a skladatele Donovana. Při proslovu na koncertě Phish stojí Homer před velkým obrazem sebe sama. Tato scéna je odkazem na dramatický film Občan Kane z roku 1941, v němž hlavní postava Charles Foster Kane pronáší politický projev před velkým obrazem sebe sama. V další scéně Homer a Smithers kouří marihuanu, aby jim vtipy pana Burnse připadaly vtipné. Když je Smithers sjetý, nosí oblek podobný tomu, který nosila americká herečka a zpěvačka Judy Garlandová. Při rozhovoru s Homerem zapomene Smithers vyndat pana Burnse z vany. Vyděšený Smithers si myslí, že se pan Burns v bezvědomí utopil. Scéna je odkazem na The Big High, epizodu televizního kriminálního seriálu Dragnet, v níž manželský pár nešťastnou náhodou utopí své dítě, zatímco kouří marihuanu.

## Vydání
V původním americkém vysílání 7. dubna 2002 získal díl podle agentury Nielsen Media Research rating 6,8, což znamená přibližně 7,2 milionu diváků. V týdnu od 1. do 7. dubna 2002 se epizoda umístila na 34. místě ve sledovanosti, čímž se vyrovnala nové epizodě komediálního seriálu Malcolm in the Middle.
Dne 24. srpna 2010 byl díl uveden jako součást DVD a Blu-ray setu The Simpsons: The Complete Thirteenth Season. Na audiokomentáři k dílu se podíleli Matt Groening, Al Jean, Matt Selman, Don Payne, Jon Vitti, Tom Gammill, Max Pross, Mike Reiss a David Silverman.
Navzdory počátečním obavám stanice díl nevyvolal žádnou kontroverzi. V původním vysílání epizodu vidělo přibližně 7,2 milionu diváků a v týdnu vysílání skončila na 46. místě ve sledovanosti. Po vydání 13. řady na DVD a Blu-ray 24. srpna 2010 získala epizoda od kritiků převážně pozitivní hodnocení. 
Jennifer Malkowski z DVD Verdict pochválila premisu dílu a napsala, že „oplývá potenciálem“, i když je „poměrně jednoduchá“. Pochválila také kulisy epizody, které označila za „obzvlášť dobré“, i když jí připadaly „supernáhodné“. Dílu udělila hodnocení A− a dodala, že má „spoustu skvělých gagů“.
Adam Rayner popsal pro WhatCulture! díl jako „naprosto vtipný“ a „skvěle provedený“. Napsal: „Kromě toho, že je epizoda velmi vtipná, dokáže se také vyjádřit k marihuaně, ale nikdy se nestane kázáním.“. Pokračoval, že ji lze přirovnat k nejlepším epizodám seriálu, a napsal, že „připomíná Simpsonovy v dobách jejich největší slávy“.
Casey Broadwater z Blu-ray.com díl považuje za jednu z nejlepších epizod řady a stejně tak Aaron Peck z High-Def Digest jej označil za jeden ze svých osobních oblíbených.
James Plath, recenzent časopisu DVD Town, napsal, že epizoda je „klasikou“.
Colin Jacobson z DVD Movie Guide však dílu udělil smíšené hodnocení a napsal, že „padá do propasti jako výrazně obyčejná epizoda“. „Stejně jako mnoho jiných dílů 13. řady působí i tento recyklovaně, protože mu chybí mnoho, čím by vynikl jako kreativní nebo zapamatovatelný,“ doplnil. Závěrem epizodu shrnul jako „rozhodně průměrnou“.
Nateu Bossovi z Project-Blu se epizoda nelíbila, označil ji za „příšernou“, „naprosto kazatelskou“ a „příliš zatraceně politickou pro své vlastní dobro“. Kritizoval štáb Simpsonových za to, že natočili díl o marihuaně, protože se domníval, že by děti mohly Homera napodobovat. „Gratuluji, Simpsonovi, právě jste naštvali ty, kteří se rozhodli žít střízlivě, tím, že jste se zalíbili hloupým vysokoškolákům a idiotským středoškolákům, kteří jsou možná vašimi jedinými zbývajícími fanoušky,“ napsal Boss.
Od svého odvysílání si díl získal jen malou nebo žádnou pozornost diváků. Vitti nikdy nedostal žádné otázky týkající se této epizody, s výjimkou jeho švagrové, která chtěla, aby epizodu vysvětlil svým synovcům: „Volala mi švagrová, že si musím promluvit se synovci o tom, jak je to špatné, co Homer udělal,“ řekl Vitti. „Dívali se na to a měli na ni spoustu otázek. A ona je všechny odkázala na mě. Takže jsou lidé, kterým to stále vadí.“. Malá pozornost, kterou epizoda vyvolala, překvapila štáb Simpsonových, protože očekávali, že díl vyvolá mnoho kontroverzí. Místo toho díl Může za to Líza, jenž se vysílal týden předtím, vyvolal v Brazílii rozruch kvůli svému zobrazení této země.